# Brigadas Ras Kamboni
Brigadas Ras Kamboni (também conhecidas como Brigada Ras Kamboni, Muaskar Ras Kamboni ou Mu'askar Ras Kamboni) foi um grupo insurgente islamista ativo na Somália (principalmente em Jubaland), que participou da insurgência anti-etíope e depois na insurgência contra o novo Governo Transicional Federal de Sharif Sheikh Ahmed. Foi fundado por Hassan Abdullah Hersi al-Turki, que era um comandante da União dos Tribunais Islâmicos e comandante de seu antecessor, Itihaad al-Islamiyah.  Em janeiro de 2009, após a retirada da Etiópia, o grupo fundiu-se com a ala da Aliança para a Relibertação da Somália  baseada em Asmara, liderada pelo xeique Hassan Dahir Aweys, com a Jabhatul Islamiya ("Frente Islâmica"), liderada pelo xeique Mohamed Ibrahim Hayle, e com a Muaskar Anole ("Escola Anole") para formar o Hizbul Islam e continuar a guerra contra o Governo Transicional Federal. Durante a Batalha de Mogadíscio (2009), onde Hizbul Islam participou, Hassan Turki liderou um grupo de combatentes da Brigada Ras Kamboni de Kisimayo para Mogadíscio como reforços, para se juntar à batalha. 
Em fevereiro de 2010, o grupo deixou o Hizbul Islam e se juntou ao Harakat al-Shabaab Mujahedeen. Depois que o xeique Hassan al-Turki se juntou à al-Shabaab, o comandante desertor xeique Ahmed Mohamed Islam "Madobe" deixou a organização para formar sua própria milícia anti-al-Shabaab, o Movimento Raskamboni.